# Elveszett paradicsom (Milton)

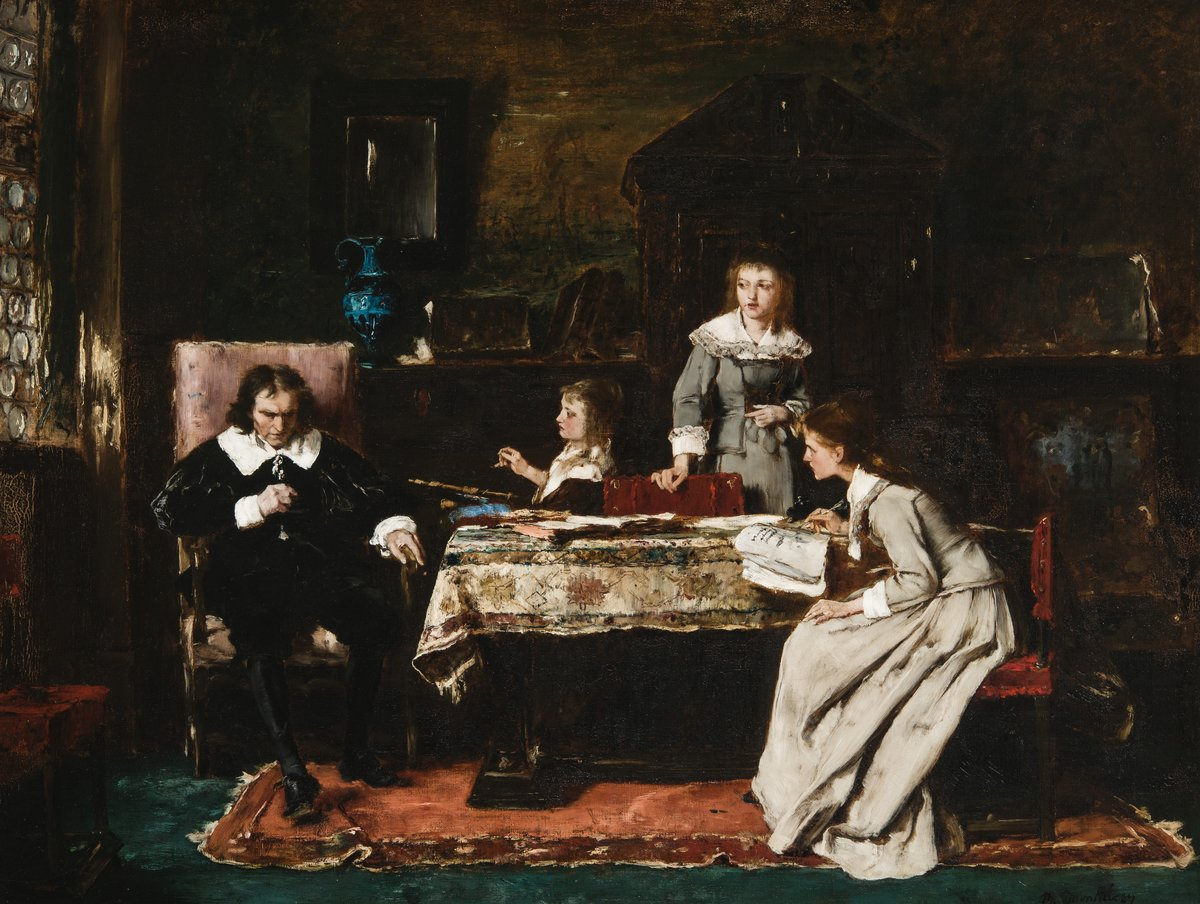
A vak Milton diktálja leányának az Elveszett paradicsom című művét (Munkácsy Mihály, 1878)

Az Elveszett Paradicsom (Paradise Lost) John Milton 17. századi angol költő epikus költeménye blank verse formában. Eredetileg 1667-ben adták ki 10 könyvben, melyet egy második kötet követett 1674-ben, amely immár 12 könyvből állt. A költemény a zsidó és a keresztény kultúrkör „bűnbeesés”-történetét dolgozza fel illetve a paradicsomból való elűzetést. Milton célja, hogy igazolja Isten akaratát az ember előtt (l. 26), és hogy igazolja az eleve elrendeltség és a szabad akarat konfliktusát.
Az eposz főhőse a bukott angyal, Lucifer. Modern szemmel nézve úgy tűnhet, hogy Milton kedvező színben szerette volna feltüntetni Lucifert, ambíciókkal teli, büszke teremtésként, aki szembeszáll teremtőjével, a mindenható Istennel és háborút kezdeményez a Mennyország ellen. William Blake, Milton nagy csodálója és az epikus mű illusztrátora azt mondta Miltonról, hogy „Igaz költő volt és az ördög követője saját tudta nélkül” („he was a true Poet, and of the Devil's party without knowing it”). Néhány kritikus úgy tekint Milton Luciferére, mint a byroni hős elődére.
Milton Oliver Cromwellnek dolgozott és ezen keresztül az angol jóléti társadalomnak. Az elbukott lázadást és a monarchia visszaállítását minden bizonnyal megénekelhette az Elveszett paradicsomban. Néhány kritikus szerint Milton szimpatizált Luciferrel ebben a műben, ha azt vesszük, hogy mindkettőjük elbukta az ügyét. 
Milton beágyazza a pogány hitet, a klasszikus görög és keresztény kultúrát az eposzba. Annak ellenére, hogy rajongott a klasszikus művekért, ezen könyvével túl kívánta őket szárnyalni.
Sok kényelmetlen vallási kérdést boncolgat Milton, olyanokat, mint hit, predesztináció és szentháromság.
A mű modern magyar fordítását Jánosy István készítette.

## Cselekménye

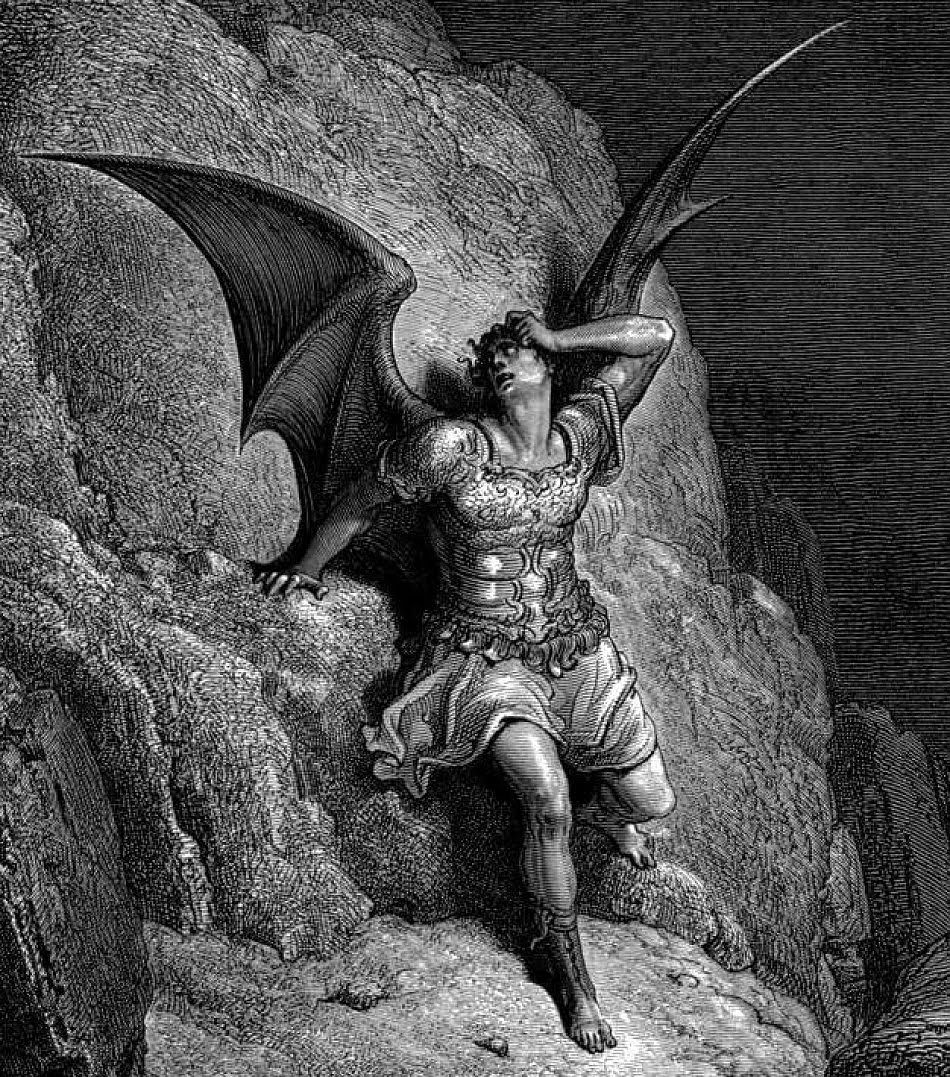
Lucifer (Gustave Doré metszete)

Milton 12 könyvre osztotta fel a könyvet, annak ellenére, hogy Homérosz 24-re osztotta az Iliaszt és az Odüsszeiát. Az egyes könyvek hossza változó, a leghosszabb a 9. könyv 1189 sorral, míg a legrövidebb 7. könyv mindössze 640 soros. Mindegyik könyvet egy összefoglaló vezet be, melynek címe Érvelés ("The Argument"). A költemény az eposzok formai követelményei szerint in medias res kezdődik. A történet hátterét csak a 6. és a 7. könyvekből tudjuk meg.
Milton könyve két történetet tartalmaz: Sátán (Lucifer) történetét és Ádám és Éváét. Luciferével a háborús eposzoknak tiszteleg Milton. Ebben Lucifer és más lázadó angyalok, akiket Isten legyőzött és ezért a pokolba kerültek, most a démonok hadiszállásán (Pandemonium) Lucifer vezetésével arra készülnek, hogy legyőzzék Istent. Lucifer legfőbb segítői Mammon és Belzebub. A történet végén Sátán vállalkozik rá, hogy egyedül megmérgezi az újonnan teremtett földet.
A másik történet ettől egészen eltér. Ádám és Éva most szerepel először a keresztény irodalomban úgy, hogy viszonyuk van még a bűnbeesés előtt. Vannak érzelmeik, személyiségük és nemiségük. Sátán kihasználva Éva hiúságát, szépeket mondva neki könnyen bűnbe csábítja őt. Ádám ezt látva szintén bűnre adja fejét és eszik a tiltott gyümölcsből. Mikor újból szerelmeskednek, immár egy egész más vágy bujkál bennük, ami korábban nem volt meg. Miután rájönnek, hogy a "Tudás fájának" gyümölcséből ettek, veszekednek, de Éva lecsillapítja Ádámot. Ezután Ádám elutazik egy angyallal egy képzeletbeli utazásra, ahol víziók után megbánja, hogy ettek a gyümölcsből. Azonban reménye is támad Jézus Krisztus látomása után. Ezután kiűzetnek az Édenből és egy angyal közli velük, hogy belül még megtalálhatják a Paradicsomot. Így Istennel távolabbi kapcsolatban lesznek, aki jelen lesz mindenhol, ugyanakkor láthatatlan.

## Folytatások
Milton 1671-ben Visszanyert Paradicsom (Paradise Regain'd) címmel jelentette meg a mű sokkal rövidebb folytatását, melynek témája Krisztus megkísértése.

## Hatása az utókorra
Milton művészete és szemlélete nagy hatást gyakorolt a későbbi korok művészetére. A romantikus William Blake és Percy Bysshe Shelley a Sátán megformálásáért tartotta nagyra Miltont (Blake azt mondta róla, hogy „igazi költő, aki anélkül állt az Ördög pártján, hogy tudatában lett volna”). Mellettük fontos megemlíteni még George Byron, John Keats és Alexander Pope művészetére gyakorolt hatását. Feltehetően Joseph Haydn Teremtés-oratóriumához Milton eposzából merített ihletet. Elvont, eszmei kapcsolat mutatható ki Friedrich Nietzsche főműve, az Így szólott Zarathustra és Milton Elveszett paradicsoma között.
Kiváló illusztrációk születtek az Elveszett paradicsomhoz, köztük a fent említett William Blake, majd később Gustave Doré által.
Philip Pullman saját bevallása szerint e könyv hatására írta az Úr Sötét Anyagai (His Dark Materials) trilógiát.
Sarkadi Imre drámát írt ugyanezzel a címmel (1961), melyből film is készült Makk Károly rendezésében (1962).

## Magyarul
- Elvesztett Paraditsom / A visszanyert Paraditsom; franciából prózaford. Bessenyei Sándor; Ellinger Ny., Kassa, 1796
- Az elveszett paradicsom; ford. Jánosi Gusztáv; Franklin, Bp., 1890 (Olcsó könyvtár)
- Az elveszett Paradicsom; ford. Jánosi Gusztáv; 3., jav. kiad.; Franklin, Bp., 1916 (Olcsó könyvtár)
- Elveszett Paradicsom; ford., tan. Jánosy István, utószó, jegyz. Szenczi Miklós; Magyar Helikon–Európa, Bp., 1969 (Helikon klasszikusok)